# Paix de Trente Ans

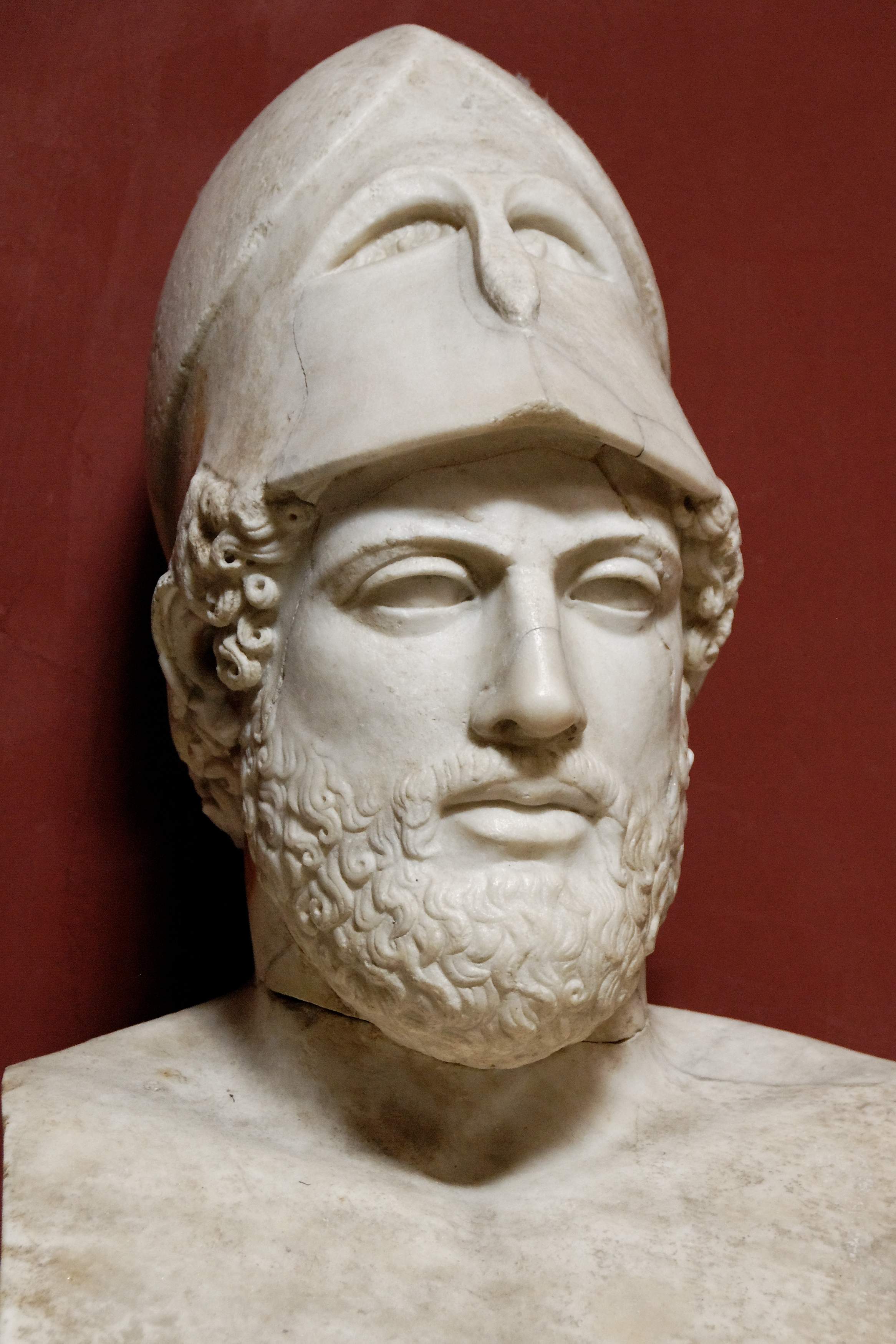
Buste de Périclès

La paix de Trente Ans est un traité de paix intervenu entre les cités grecques d'Athènes et de Sparte en 446-445 av. J.-C. Il a mis fin au conflit connu sous le nom de la première guerre du Péloponnèse qui avait fait rage depuis 460 av. J.-C. 
Ce traité prévoit notamment que les cités aient recours à un arbitrage en cas de conflit, et sera un prétexte pour Corinthe face à Athènes lors de l'incident de Corcyre (ou Corfou) en -433 av. J.-C. qui est une des causes de la guerre du Péloponnèse.